# Caramanchão

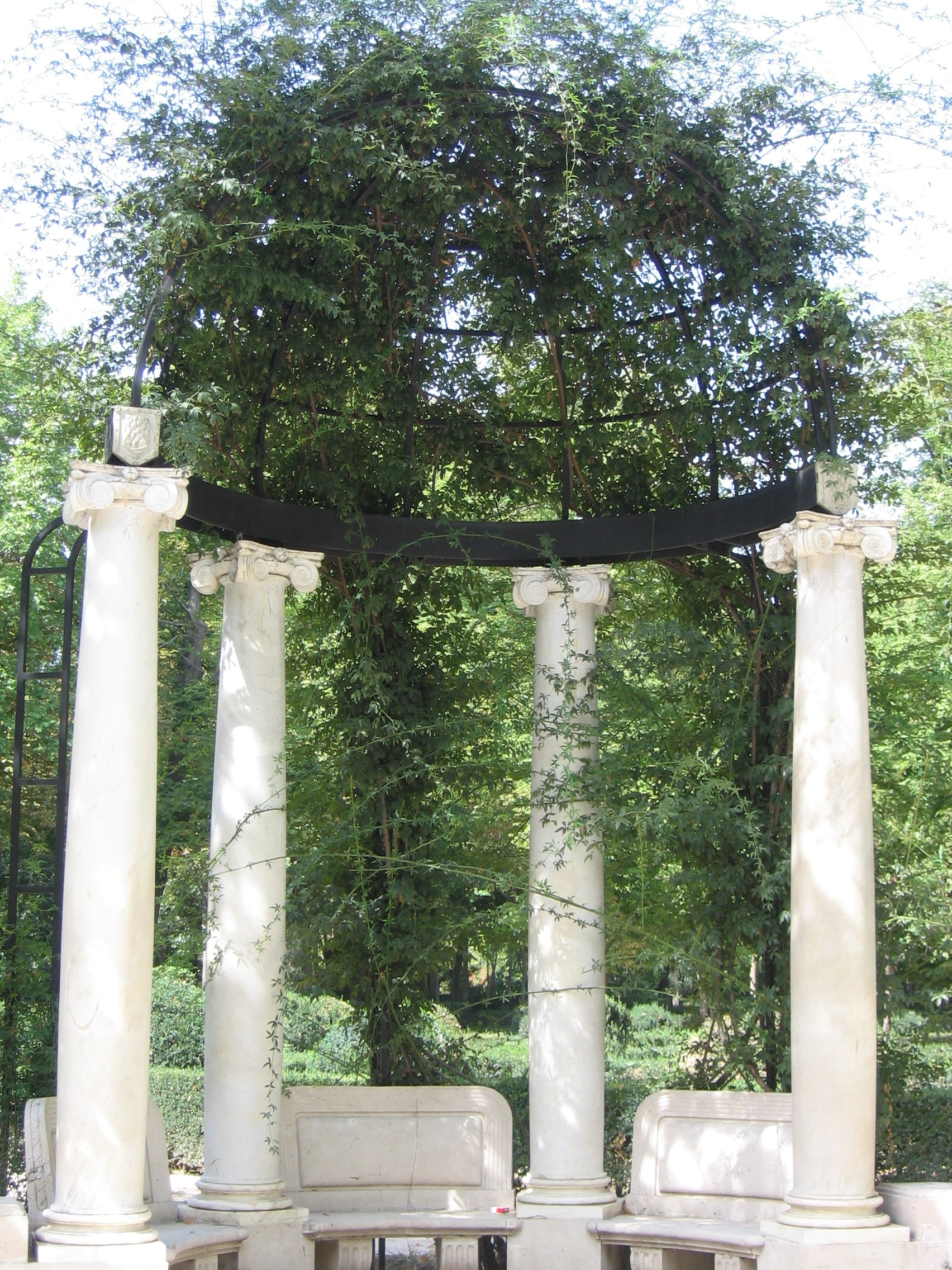
Aranjuez (Espanha)

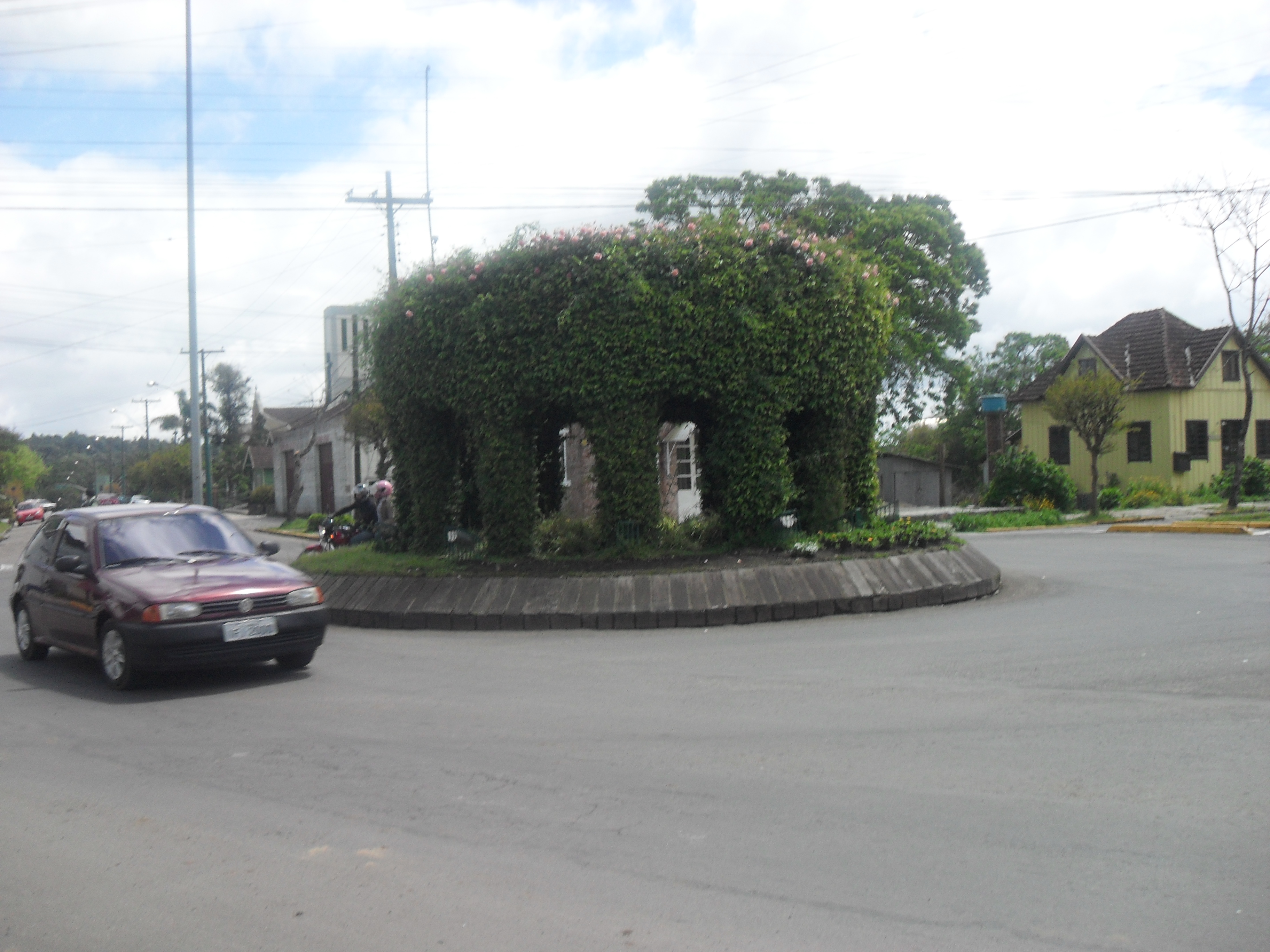
Canela (Brasil)

Caramanchão é uma construção utilizada em diversos espaços públicos, nomeadamente em espaços verdes, com o intuito de poderem ser utilizados para efeitos de descanso, abrigo, entre outros.
Na sua construção é habitual serem utilizados materiais como ripas, canas ou estacas, e servirem de suporte a espécies vegetais tais como trepadeiras.